# Klaus Dittmann
Klaus Dittmann (* 15. August 1939 in Köln; † 20. Dezember 2016) war ein deutscher Schauspieler. Er war auch als Synchronsprecher und für Hörfunk und Hörspiele tätig. 

## Leben
Dittmann erlernte zunächst die Gießerei und wurde graduierter Ingenieur auf diesem Gebiet. Seit den 1950er Jahren beschäftigte er sich zudem mit der Schauspielerei, auf die er schließlich seinen beruflichen Schwerpunkt legte. Als Theaterschauspieler trat er an Bühnen in Rom, Paris, Madrid, Basel, Mannheim, am Deutschen Theater Berlin, am dortigen Schillertheater, an den Städtischen Bühnen Frankfurt sowie unter Giorgio Strehler am Piccolo Teatro di Milano in Mailand auf. Seit 1970 lebte und arbeitete Dittmann in Hamburg, wo er zwölf Jahre lang am Thalia Theater engagiert war.
Seit den 1970er Jahren übernahm Dittmann auch regelmäßig Rollen in Film- und Fernsehproduktionen. Er spielte in Thomas Schamonis Eisberg der Vorsehung, in Max Willutzkis Sozialdrama Die Faust in der Tasche und in Carl Schenkels Thriller Kalte Küsse. Daneben übernahm er zahlreiche Gastrollen in Fernsehserien und -reihen wie Tatort, Dem Täter auf der Spur, Sonderdezernat K1, Die Männer vom K3, Hamburg Transit, Motiv Liebe, Im Auftrag von Madame, Die Rettungsflieger, Verbotene Liebe, Unsere Hagenbecks, Finkenwerder Geschichten und Großstadtrevier.
Außerdem arbeitete Dittmann umfangreich als Sprecher für Hörfunk, Hörspiel und Filmsynchronisation. Er nahm diverse Hörbücher wie beispielsweise Hercule Poirots Weihnachten (nach Agatha Christie) auf und lieh seine Stimme verschiedenen Kinderhörspielen von Labeln wie maritim, Europa und auditon. So verkörperte er beispielsweise den Rattler in der auditon-Adaption von Karl Mays Winnetou und den Hauptkommissar Reynolds in der Europa-Serie Die drei ??? Kids. Als Synchronsprecher war er unter anderem als Geist Beetlejuice in der gleichnamigen Trickfilmserie, für Burt Lancaster in der 1993 rekonstruierten Fassung von Der Leopard, für Cheech Marin in der Sitcom Golden Palace, für John Rhys-Davies in Scorcher sowie für Akim Tamiroff in den DVD-Fassungen von Im Zeichen des Bösen und Wem die Stunde schlägt zu hören. Als Dialogregisseur war er u. a. für die deutsche Fassung der Serie Superman – Die Abenteuer von Lois & Clark zuständig, in der er in einer wiederkehrenden Rolle den Ziehvater des Titelhelden, dargestellt von Eddie Jones, synchronisierte. Seine bekannteste Rolle für den Zeichentrickfilm ist die des Cyril Sneer in der Serie Die Raccoons.
Dittmann war passionierter Segler. Er betrieb fast 50 Jahre Weinbau an der Mosel.
Klaus Dittmann starb am 20. Dezember 2016 im Alter von 77 Jahren.

## Trivia
Der Podcast drei90 stieß bei der Wahl zum Kommentator des Jahres (2021) zwischen Klaus Veltman und Kai Dittmann auf Klaus Dittmann. Daraufhin beschäftigte man sich intensiv in der Folge vom 26. Mai 2021 (abrufbar bei Patreon) mit seiner Person. Postum wurde er mit drei90 Awards in vier verschiedenen Kategorien ausgezeichnet.

## Filmografie (Auswahl)
- 1972: Der Eisberg der Vorsehung
- 1972: Im Auftrag von Madame – Sprechen Sie Muong
- 1973: Dem Täter auf der Spur – Stellwerk 3
- 1974: Motiv Liebe – Ich wollte, dass er glücklich ist
- 1974: Hamburg Transit – Das Interview
- 1975: Little Boy
- 1975: Ein deutsches Attentat
- 1977: Bezauberndes Fräulein
- 1977: Sonderdezernat K1 – Der Stumme
- 1978: Die Faust in der Tasche
- 1982: Sonderdezernat K1 – Mord um zwei Ecken
- 1986: Finkenwerder Geschichten
- 1987: Sturmflut
- 1991: Tatort – Tod eines Mädchens
- 1997: Kalte Küsse
- 1999: Es hat sich gelohnt
- 2000: Dir zu Liebe
- 2000: Der Schnapper: Ein Toter kehrt zurück
- 2003: Tatort – Väter
- 2007: Tatort – Das namenlose Mädchen
- 2014: Stille Nächte